# Іст-Вітфілд Тауншип (округ Індіана, Пенсільванія)
Іст-Вітфілд Тауншип (англ. East Wheatfield Township) — селище (англ. township) в США, в окрузі Індіана штату Пенсільванія. Населення — 2136 осіб (2020).

## Демографія
Згідно з переписом 2010 року, у селищі мешкало 2366 осіб у 1022 домогосподарствах у складі 708 родин. Було 1080 помешкань
Расовий склад населення:
| - 98,8 % — білих - 0,1 % — чорних або афроамериканців - 0,1 % — азіатів |

До двох чи більше рас належало 0,8 %. Частка іспаномовних становила 0,6 % від усіх жителів.
За віковим діапазоном населення розподілялося таким чином: 19,3 % — особи молодші 18 років, 61,9 % — особи у віці 18—64 років, 18,8 % — особи у віці 65 років та старші. Медіана віку мешканця становила 47,5 року. На 100 осіб жіночої статі у селищі припадало 99,0 чоловіків;  на 100 жінок у віці від 18 років та старших — 98,8 чоловіків також старших 18 років.
Середній дохід на одне домашнє господарство  становив 62 438 доларів США (медіана — 46 000), а середній дохід на одну сім'ю — 75 620 доларів (медіана — 60 875). Медіана доходів становила 61 953 долари для чоловіків та 28 194 долари для жінок. За межею бідності перебувало 11,4 % осіб, у тому числі 14,9 % дітей у віці до 18 років та 9,8 % осіб у віці 65 років та старших.
Цивільне працевлаштоване населення становило 979 осіб. Основні галузі зайнятості: освіта, охорона здоров'я та соціальна допомога — 18,3 %, транспорт — 17,0 %, роздрібна торгівля — 13,7 %.